# Ford Freestyle
A Freestyle é uma perua de porte médio da Ford, foi substituída pela Ford Taurus X, a Dodge Magnum foi sua maior rival.
Como particularidade foi um dos veículos da Ford que contou com versão com transmissão continuamente variável (Câmbio CVT).